# Sakassou (underprefektur)
Sakassou är en underprefektur i Elfenbenskusten. Den ligger i departementet med samma namn, i den centrala delen av landet, 70 km norr om huvudstaden Yamoussoukro.